# Підгороднє (Ковельський район)
Підгоро́днє — село в Україні, у Ковельському районі Волинської області.
Населення становить 389 осіб. Входить до складу Любомльської міської громади.
У лісовому масиві на південний захід від села знаходиться лісовий заказник місцевого значення Підгородненський.

## Історія
У 1906 році село Любомльської волості Володимир-Волинського повіту Волинської губернії. Відстань від повітового міста 48  верст, від волості 10. Дворів 228, мешканців 1540.
19 липня 2020 року, в результаті адміністративно-територіальної реформи та ліквідації Любомльського району, громада увійшла до складу Ковельського району.
19 вересня 2024 року Верховна Рада підтримала перейменування села Підгородне на Підгороднє. 26 вересня 2024 року перейменування набуло чинності.

## Населення
Згідно з переписом УРСР 1989 року чисельність наявного населення села становила 367 осіб, з яких 154 чоловіки та 213 жінок.
За переписом населення України 2001 року в селі мешкало 389 осіб.

### Мова
Розподіл населення за рідною мовою за даними перепису 2001 року:
| Мова       | Відсоток |
| ---------- | -------- |
| українська | 99,49 %  |
| російська  | 0,51 %   |